# Annie Pottsová
Anne Hampton Potts (* 28. října 1952) je americká herečka. Její nejznámější rolí je Janine Melnitzová z filmové série Krotitelé duchů.

## Role
Fanoušci ji také znají například jako babičku Sheldona Coopera ze spin-offu seriálu Teorie velkého třesku – Malého Sheldona. V angličtině nadabovala Pastýřku z filmové série Toy Story.